# 兩國
兩國（日语：／ Ryōgoku */?）是日本東京都墨田區的一個町名。郵政編碼是130-0026。相當于墨田區本所地區。也可以指兩國車站附近的地區。日本最重要的相撲場館兩國國技館就位於這裡。這裡在過去曾是武藏國和下總國的交界處。在中央區也有部份地區被稱為兩國，也就是日本橋兩國。

## 地理
屬墨田區本所地域。北與墨田區橫網之間以總武線路廊為界，南與墨田區千歲之間以豎川及首都高速小松川線高架道路為界，西與中央區東日本橋、台東區柳橋之間以隅田川為界，東與墨田區綠之間以清澄通（地下是都營地下鐵大江戶線）為界。町内有國道14號（京葉道路）通過。此外，「兩國」也通稱兩國站周邊地區。最早是指兩國橋周邊。

## 歷史
江戶時代的1659年（萬治2年）12月13日，幕府在此架橋，稱為大橋，通稱「兩國橋」。
兩國橋連結了現在的兩國與神田、日本橋方向，使得江戶能擴展到隅田川東側。現在的兩國地區還包含了北側的本所、南側的深川兩處江戶時代新興住宅區。
1686年（貞享3年）（一說是寛永年間（1622年-1643年）），南葛飾郡編入武藏國，隅田川（當時名為大川）是下總國與武藏國的國境，大橋（兩國橋）是跨越兩方的橋，因此稱為兩國橋。
元祿14年8月19日（1701年9月21日），江戶幕府命令吉良義央從吳服橋搬至兩國3丁目（當時稱為「本所」）的松平信望屋敷，後發生元祿赤穗事件。
總武線兩國站在1904年開業（當時站名為「兩國橋站」）。這是為了讓本所站（現在的錦糸町站）能駛入都心方向而作的延伸，隅田川架橋工成的困難造成往秋葉原、御茶之水方面的延伸線延期。1932年延伸後至1972年錦糸町-東京間的地下線開業為止，往千葉以東方向的列車多以兩國站為始發站。站前有路面電車可搭乘，此時的兩國站作為終點站而活躍。
兩國因相撲場館兩國國技館而成為全國知名的地名。辰野金吾與葛西萬司設計的舊兩國國技館位於兩國二丁目回向院舊境內，之後移至藏前國技館。1985年，新的兩國國技館完工，位於兩國站北側的墨田區橫網。因此，兩國地區有許多相撲部屋與相撲火鍋店，宛如相撲之町。此外，舊國技館在1983年拆解後曾作為日大講堂使用，現在是辦公大樓、住宅、劇場、餐廳等聚集的複合設施「兩國CITY CORE」（両国シティコア）。
以元祿赤穗事件聞名的吉良屋敷在本所松坂町（現在兩國二丁目至兩國三丁目）。現在區立本所松坂町公園內保留一部份的宅邸史蹟。區立兩國公園内有勝海舟誕生地的石碑。吉良邸跡南側、竪川北岸的鹽原太助住居有座鹽原橋。

### 地名、町名由來
地名的「兩國」是來自隅田川上的「兩國橋」。「兩國橋」因連結了西側的武藏國與東側的下總國而得名。原先，本地位於「兩國橋」東側而稱「東兩國」，後町名簡化成「兩國」。

### 沿革
- 1929年（昭和4年）成立東兩國一～四丁目。
- 1966年（昭和42年）去除「東」的冠稱，為現行的兩國一～四丁目。

## 中央區側的兩國（日本橋兩國）
本來兩國是指隅田川西側的武藏國側，元祿（1688）時代開發本所深川以後，現在兩國的舊下總國側（墨田區側）稱為東兩國。包含北方柳橋的兩國是江戶著名的歡樂街。兩國橋西詰的兩國廣小路見世物等小屋林立。明治11年東京市15區創設後，西側稱為日本橋兩國，東側稱為本所東兩國。本所、深川從過去的下町（芝、京橋、日本橋、神田）來看是位於「對岸」，因此形成西側是較優越的本家兩國，對岸是較低下的東兩國的看法。
隨著兩國站開業與兩國國技館開館，兩國逐漸縮減為東兩國地區。1971年實施住居表示，中央區日本橋兩國周邊的日本橋米澤町、日本橋藥研堀町改稱為東日本橋。墨田區側在1967年從東兩國改稱兩國。
東日本橋町内原來有條東日本橋兩國商店街，2004年左右更名為東日本橋藥研堀商店街。現在中央區内有保留兩國名稱的設施僅剩下兩國廣小路的石碑與兩國郵便局。
此外，藥研堀是七味唐辛子的發源地（七味也有人稱為「藥研堀」）。
平成25年4月，墨田區側的JR兩國站前進行「兩國站廣小路」的站前廣場整備工程。雖然是模仿當時「喧囂的兩國廣小路」，但因為與實際的兩國廣小路地點不同，因此在命名上作出區別避免混淆。

## 兩國花火
1732年（享保17年）起，全國爆發大饑荒（享保大饑荒），江戶也爆發霍亂，八代將軍德川吉宗為了弔念死者與驅趕病魔，在兩國舉行水神祭與施餓鬼。此時會在河上施放煙火，就是後來兩國花火大會的起源。1733年（享保18年）5月開始舉行，負責的花火師是兩國的篠原彌兵衛，有名的「鍵屋」六代目。後與「玉屋」一同負責花火大會。
兩國花火大會曾數度中斷，是日本歷史最悠久的花火大會。1978年（昭和53年）在中斷15年後重新舉行，後改稱為「隅田川花火大會」。

## 大江戶、兩國機關人偶祭
2006年起於毎年10月舉行，祭典裡有各種機關人偶的展示、江戶手妻（てづま）的介紹等等，並有街頭藝人表演。
2011年改名為「大江戶兩國、傳統祭」，介紹江戶手妻、殺陣、琵琶、曲藝、大道藝等江戶時代的娛樂活動。

## 交通
道路
- 國道14號（京葉道路）
- 國技館通
- 一之橋通

## 兩國地區的知名人物
- 山东京传：江户时代后期的洒落本、黄表纸作家
- 勝海舟
  - 著名的幕末三舟（日语：幕末の三舟）之一。出生於本所龜澤町（現在的兩國4丁目）。區立兩國公園内有「勝海舟誕生地」石碑。
- 芥川龍之介
  - 1910年代-1920年代活躍的日本代表性短編作家。出生於京橋區（日语：京橋区）入船町（現在的中央區明石町）、成長於本所小泉町（現在的兩國3丁目）。當地有「芥川龍之介成長地」石碑。
- 大橋巨泉（日语：大橋巨泉）
  - 全方位藝人的先驅，1960年代-1980年代活躍的電視主持人。2001年-2002年擔任日本參議院議員。出生於兩國。
- 石橋省三（日语：石橋省三）
  - 前NHK播音員。長年擔任電視廣播大相撲實況轉播。出生、成長於兩國。
- 加藤晴久（日语：加藤晴久）
  - 1935年生。在東京大學教養學部擔任教職長達27年。現在是東京大學與惠泉女學園大學名譽教授、法語教育振興協會副理事長、NHK電視廣播的法語講座講師。1996年參加有來自世界110國法語教師參加的國際會議。曾獲法國政府授與{教育功勞章、藝術及文學勲章。

## 周邊地区
- 橫網

## 備註
1. ↑  . 墨田区. 2017-12-01  [2017-12-27]. （原始内容存档于2020-11-13）.
2. ↑  大石学. . PHP研究所. 2001年3月. ISBN 978-4569615486 （日语）.

## 外部連結
- 墨田区* 墨田区生涯学習課
- （页面存档备份，存于）